# Justicia whytei
Justicia whytei är en akantusväxtart som beskrevs av Spencer Le Marchant Moore. Justicia whytei ingår i släktet Justicia och familjen akantusväxter. Inga underarter finns listade i Catalogue of Life.